# Egon von Jordan
Egon von Jordan (* 19. März 1902 als Egon Leopold Christian Ritter von Jordan in Dux; † 27. Dezember 1978 in Wien als Egon Jordan) war ein österreichischer Schauspieler.

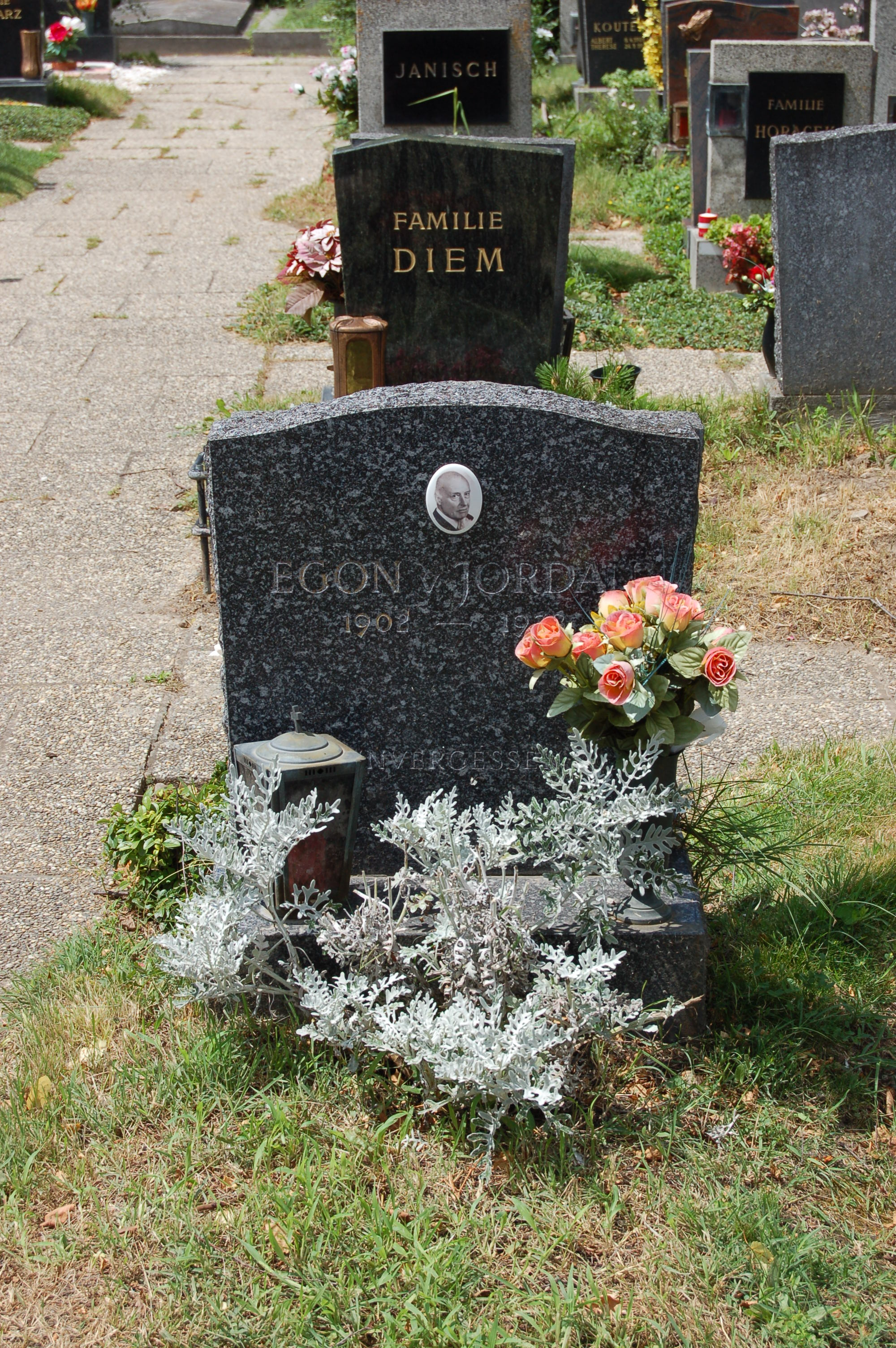
Grab von Egon von Jordan

## Leben
Jordan wurde 1902 als Sohn des k.k. Bezirkshauptmanns Egon Christian Ritter von Jordan (* 1865 in Turnau) und dessen Frau Helene Emilie Leopoldine Amalia Semmler (* 1882 in Brünn) auf dem Schloss Dux geboren. Er studierte vier Semester Jus an der Universität Wien und nahm privaten Schauspielunterricht bei Josef Danegger. 1921 gab er sein Debüt am Volkstheater in Wien. Von 1925 bis 1930 war er am Deutschen Theater in Berlin engagiert, in den 1930er Jahren spielte er in Wien am Theater an der Wien und wieder am Volkstheater.
Bald tauchte er in seinen ersten Stummfilmen auf. Er war von Beginn an auf elegante Herren festgelegt, musste sich aber schon bald damit abfinden, regelmäßig als Neben- und Kleindarsteller eingesetzt zu werden. Vor allem in den österreichischen Filmen der 1950er Jahre verkörperte er neben Hofräten und Baronen historische Persönlichkeiten aus der Zeit der K. u. k.-Monarchie. In Hab’ ich nur Deine Liebe von Eduard von Borsody war er Jacques Offenbach, in Sissi der Ministerpräsident Graf Arco.
Egon von Jordan gastierte nach dem Krieg an vielen Bühnen in Deutschland und Österreich. In späteren Jahren war er auch in mehreren Fernsehserien zu sehen. Seinen letzten Auftritt hatte er 1974 in dem Fernsehfilm Verurteilt 1910 als Kaiser Franz Joseph.
Er ruht in einem Urnengrab auf dem Stammersdorfer Zentralfriedhof (Gruppe 22, Reihe B, Nummer 379) in Wien-Floridsdorf.

## Filmografie
- 1923: Der junge Medardus
- 1926: Wien – Berlin
- 1926: Man spielt nicht mit der Liebe
- 1926: Spitzen
- 1927: Die Bräutigame der Babette Bomberling
- 1927: Mädchen aus Frisco
- 1927: Wenn Menschen reif zur Liebe werden
- 1927: Richthofen, der rote Ritter der Luft
- 1927: Wenn der junge Wein blüht
- 1927: Die glühende Gasse
- 1928: Königin Luise, 2. Teil
- 1928: Jahrmarkt des Lebens
- 1928: Mädchen, hütet Euch!
- 1929: Stud. chem. Helene Willfüer
- 1930: Menschen hinter Gittern
- 1930: Mordprozeß Mary Dugan
- 1930: Wir schalten um auf Hollywood
- 1931: Casanova wider Willen
- 1933: Mein Liebster ist ein Jägersmann (Unser Kaiser)
- 1934: Ein Stern fällt vom Himmel
- 1937: Die ganz großen Torheiten
- 1940: Herz ohne Heimat
- 1940: Ein Leben lang
- 1940: Wiener G’schichten
- 1940: Meine Tochter lebt in Wien
- 1941: Brüderlein fein
- 1942: Wiener Blut
- 1942: Wien 1910
- 1943: Gabriele Dambrone
- 1944: Musik in Salzburg
- 1944/49: Wiener Mädeln
- 1946: Glaube an mich
- 1947: Wiener Melodien
- 1948: Alles Lüge
- 1948: Der Herr Kanzleirat
- 1949: Höllische Liebe
- 1949: Liebling der Welt
- 1950: Toselli-Serenade (Romanzo d'amore)
- 1950: Erzherzog Johanns große Liebe
- 1951: Zwei in einem Auto
- 1951: Der fidele Bauer
- 1952: Wir werden das Kind schon schaukeln (Schäm dich, Brigitte)
- 1952: Ich hab’ mich so an Dich gewöhnt
- 1952: Abenteuer in Wien
- 1953: Eine Nacht in Venedig (Komm in die Gondel)
- 1953: Einmal kehr’ ich wieder
- 1953: Hab’ ich nur Deine Liebe
- 1953: Stolen Identity
- 1954: Wenn du noch eine Mutter hast (Das Licht der Liebe)
- 1955: Sissi
- 1955: Mozart
- 1955: Geheimnis einer Ärztin
- 1955: An der schönen blauen Donau
- 1955: Bel Ami
- 1956: Gasparone
- 1956: Sissi, die junge Kaiserin
- 1956: Liebe, Schnee und Sonnenschein
- 1957: Sissi – Schicksalsjahre einer Kaiserin
- 1957: Skandal in Ischl
- 1957: Mit Rosen fängt die Liebe an
- 1958: Der Page vom Palast-Hotel
- 1958: Sebastian Kneipp – Ein großes Leben
- 1958: Im Prater blüh’n wieder die Bäume
- 1959: Katja, die ungekrönte Kaiserin
- 1960: Der brave Soldat Schwejk
- 1960: Wegen Verführung Minderjähriger
- 1961: Stadt ohne Mitleid (Town Without Pity)
- 1962: Romanze in Venedig
- 1963: Leutnant Gustl
- 1963: Kaiser Joseph und die Bahnwärterstochter
- 1963: Das große Liebesspiel
- 1964: Eine Frau ohne Bedeutung (Fernsehfilm)
- 1966: Der Fall Bohr (Fernsehfilm)
- 1969: Die Moritat vom Räuberhauptmann Johann Georg Grasel (Fernsehfilm)
- 1970: Der Kurier der Kaiserin (Fernsehserie)
- 1971: Und Jimmy ging zum Regenbogen
- 1971: Der junge Baron Neuhaus (Fernsehfilm)
- 1974: Verurteilt 1910 (Fernsehfilm)
- 1974: Karl May

## Aufnahmen
- Franz Lehár: Schön ist die Welt, mit Hans Schirmeisen, Otto Soltau, Adele Kern, Egon Jordan; Dirigent: Franz Lehár, Gesamtaufnahme Wien 1942, Bel Age Records